# West Chicago, Illinois
West Chicago är en stad (city) i DuPage County, i delstaten Illinois, USA. Enligt United States Census Bureau har staden en folkmängd på 27 273 invånare (2011) och en landarea på 38,3 km².